# Lygocoris tinctus
Lygocoris tinctus är en insektsart som först beskrevs av Knight 1917.  Lygocoris tinctus ingår i släktet Lygocoris och familjen ängsskinnbaggar. Inga underarter finns listade i Catalogue of Life.